# Leonardo Giustinian
Leonardo Giustinian (né à Venise	en 1388 et mort dans la même ville le 10 novembre 1446) est un humaniste et homme politique italien.

## Biographie
Frère cadet du patriarche Laurent Justinien, Leonardo Giustinian nait à Venise vers 1388 d’une famille patricienne. Il fut disciple de Guarino de Vérone, et après s’être perfectionné dans les langues anciennes sous sa direction il donne des cours de philosophie à l'université de Padoue. Admis dans les conseils de la république de Venise, il siège au Sénat. En 1418 il prononce l’oraison funèbre de l'amiral Carlo Zen. Il compose des chansons et d’épigrammes. Par les conseils de son frère, il cesse de s’exercer et consacre son talent poétique à des sujets pieux. Élu procureur de St-Marc en 1443, il devient aveugle quelque temps après, et mourut le 10 novembre 1446. Il laisse plusieurs enfants, dont Bernardo, qui se consacra aussi les lettres.

## Œuvres
- Oratio habita in funere Caroli Zeni ; elle est imprimée dans les Orationes de son fils. Bernardo ; dans la Collectio scriptor. des PP. Durand et Martène, t. 3, p. 743, et dans les Scriptor. rerum italicar., de Muratori, t. 19, p. 373.
- Epistolæ, avec celles de Bernardo, dans le Recueil qu’on vient de citer ;
- Vita S. confessoris Nicolaï, cognominati magni ac Myrensis, antistitis admirandi, ex græco in lat. translata. Cette vie, traduite de Syméon Métaphraste, a été publiée dans les Vitæ sanctorum de Surius, au 6 décembre.
- Les Vies de Cinna et de Lucullus, traduites du grec de Plutarque. On lui attribue encore celles de Phocion et de Caton d’Utique, imprimées sous le nom de Lapo Birago.
- Canzoni e strambotti d’amore, Venise, 1482, 1486.
- Devotissime e santissime Laude (Vicence), 1475, in-4°[2] ; Venise, 1483, même format. Haym en cite dans la Biblioteca italiana une édition in-8°, Venise, 1517, sous le titre d’Opere poetiche, qui contient les laude (cantiques) une vie de Jésus-Christ. Il est peu de Raccolte du 15e siècle et des premières années du 16e siècle qui ne contiennent quelques laude de Leonardo. On conserve dans diverses bibliothèques d’Italie un grand nombre de pièces inédites de ce poète. Crescimbeni en a publié une comme essai dans la Storia della volgar poesia, t. 3, p. 247. C’est une canzonetta à la louange la Ste-Vierge Le P. Agostini a donné dans les Scrittori veneziani une notice sur Leonardo, exacte et très détaillée.